# Neptune Township
Neptune Township ist ein Township im Monmouth County von New Jersey in den Vereinigten Staaten. Das U.S. Census Bureau ermittelte bei der Volkszählung 2020 eine Einwohnerzahl von 28.061.

## Geschichte
Neptune wurde am 26. Februar 1879 durch ein Gesetz der Legislative von New Jersey aus Teilen von Ocean Township als Township gegründet. Teile des Townships wurden zur Bildung von Neptune City (4. Oktober 1881), Bradley Beach (13. März 1893) und Ocean Grove (5. April 1920, bis es als verfassungswidrig eingestuft und am 16. Juni 1921 wieder in Neptune Township eingegliedert wurde). Das Township wurde nach Neptun, der römischen Wassergottheit, und seiner Lage am Atlantischen Ozean benannt.

## Demografie
Laut einer Schätzung von 2019 leben in Neptune Township 27.384 Menschen. Die Bevölkerung teilt sich im selben Jahr auf in 55,0 % Weiße, 34,4 % Afroamerikaner, 2,4 % Asiaten, 4,5 % mit zwei oder mehr Ethnizitäten. Hispanics oder Latinos aller Ethnien machten 10,6 % der Bevölkerung aus. Das mittlere Haushaltseinkommen lag bei 76.463 US-Dollar und die Armutsquote bei 10,5 %.